# Die Puppe (1919)
Die Puppe ist ein deutscher Stummfilm von Ernst Lubitsch aus dem Jahr 1919. Er beruht auf Alfred Maria Willners deutscher Übersetzung der französischen Operette La poupée von Edmond Audran, frei nach Motiven von E. T. A. Hoffmann.

## Inhalt
Baron de Chanterelle fühlt sein Ende nahen. Da er verhindern will, dass sein Geschlecht vorzeitig ausstirbt, lässt er verkünden, dass sich alle Jungfrauen des Dorfes zusammenfinden sollen, damit sich sein Neffe Lancelot unter ihnen eine Ehefrau aussuche. Die Frauen des Ortes sind begeistert, deren Verlobte weniger und am allerwenigsten Lancelot, der unter keinen Umständen heiraten will. Ehe er sichs versieht, verfolgen ihn 40 heiratswillige (Jung-)Frauen durchs ganze Dorf. Es gelingt ihm, sich zu verstecken und den Weg zum nächsten Kloster zu erfragen.
Im Kloster herrscht kein enthaltsames Leben: Die Mönche sind dick vom vielen Schlemmen und auch Lancelot kommt ans Kloster, als sich die Mönche gerade bei einem üppigen Mahl befinden. Er wird eingelassen, muss jedoch mit einem trockenen Stück Brot vorliebnehmen. Tage später – Lancelot lebt immer noch im Kloster – sind die Mönche wegen ihres Lebensstils fast bankrott. In der Zeitung lesen sie einen offenen Brief von Chanterelle an Lancelot: Er solle doch wieder zu seinem Onkel zurückkehren und heiraten. Als „Entschädigung“ würde er ihm auch 300.000 Francs zahlen. Die Mönche überzeugen Lancelot zu heiraten. Wenn er schon keine Frau ehelichen wolle, könne er doch auch eine Puppe heiraten. Nach einigem Zögern willigt Lancelot ein.
Er begibt sich zu Puppenmacher Hilarius, der gerade eine Puppe nach dem Ebenbild seiner Tochter Ossi geschaffen hat. Im Gegensatz zur Tochter schneidet die Puppe zwar keine Grimassen, kann aber wie eine echte Frau zum Beispiel tanzen und grüßen. Während sich Lancelot von Hilarius Dutzende täuschend echte Puppen zeigen lässt, tanzt Hilarius’ junger Lehrling ungestüm mit der neuen Puppe, deren Arm beim darauffolgenden Sturz zerbricht. Ossi hat Mitleid mit dem Jungen und bietet sich an, solange die Puppe zu imitieren, bis er den Arm repariert hat. Weil Lancelot die vorgeführten Puppen nicht zusagen, da er eine mit Charakter haben will, zeigt ihm Hilarius die gerade erst fertig gewordene Puppe – in Wirklichkeit die echte Ossi. Spontan entschließt sich Lancelot zum Kauf, erhält ein „Puppen-Hochzeitskleid“ und die Gebrauchsanweisung sowie gute Ratschläge zur Pflege der Puppe. Ossi nimmt all dies mit Entsetzen zu Kenntnis und auch der Lehrling ist tief bedrückt.
Baron de Chanterelle fühlt mal wieder das Ende nahen und die Erbschleicher bevölkern bereits sein Haus, als Lancelot mit Ossi erscheint und Chanterelle spontan gesundet. Die Hochzeit wird festgelegt. Unterdessen beichtet der Gehilfe Hilarius, dass statt der Puppe die echte Ossi an Lancelots Seite steht. Spontan stehen Hilarius die plötzlich ergrauten Haare zu Berge.
Die Hochzeit zwischen Lancelot und Ossi vollzieht sich und Ossi spielt ihre Puppenrolle gut. Lancelot erhält von Chanterelle das versprochene Geld und macht sich mit Ossi auf zum Kloster. Dort wollen die Mönche sie in einer Besenkammer abstellen, doch schafft es Ossi, sie zu überlisten, so dass sie am Ende in Lancelots Schlafstube steht. Der nutzt sie als Kleiderständer und träumt nachts, dass Ossi lebendig sei. Als er erwacht, beteuert ihm Ossi, tatsächlich zu leben, doch glaubt es Lancelot erst, als sie sich vor einer Maus erschreckt. Beide fliehen aus dem Kloster und finden sich schließlich auf einer Bank wieder, wo sie sich glücklich in die Arme fallen und küssen.
Hilarius hat unterdessen vergeblich versucht, zum Kloster zu gelangen. Er stiehlt von einem Ballonverkäufer sämtliche Luftballons und lässt sich in den Himmel treiben, doch der Geselle schießt auf die Ballons, die nach und nach platzen. Hilarius sinkt zu Boden und landet direkt vor dem sich küssenden Pärchen. Bevor er entrüstet sein kann, zeigen ihm Ossi und Lancelot ihre Heiratsurkunde: Beide haben noch einmal „echt“ geheiratet. Hilarius ist nun seiner Sorgen ledig und prompt färben sich auch seine Haare wieder schwarz.

## Produktion
Der Film wurde in den Ufa-Union-Ateliers, Tempelhof bei Berlin gedreht. Die Uraufführung des Films fand am 4. Dezember 1919 im Ufa-Palast am Zoo in Berlin statt.
Ernst Lubitsch selbst bezeichnete den Film rückblickend als „pure Phantasie; die meisten Kulissen waren nur aus Pappe, manche sogar aus Papier. Bis heute halte ich diesen Film für einen der einfallsreichsten, die ich je gedreht habe.“

## Kritik
Die zeitgenössische Kritik lobte Die Puppe; Lubitsch habe „hier eine Reihe alter, lustiger Ideen geschickt verwendet und aufgemacht, viel neue aus eigenem hinzugefügt. Er läßt die Romantik der Märchenwelt in entzückenden Bildern erstehen, nur leider hin und wieder ins Possenhafte übergleitend.“
Die katholische Filmkritik bewertete den Film als „Schandwerk“: „Die Handlung dieses Machwerks, das den Tiefstand unserer heutigen Kinokunst an einem traurigen Beispiel beweist, ist in ihrem ganzen Verlaufe nichts anderes als eine unverschämte Verhöhnung des katholischen Ordenslebens.“